# Fowler (månekrater)
Fowler er et nedslagskrater på Månen. Det befinder sig på den nordlige halvkugle på Månens bagside og er opkaldt efter astronomen Alfred Fowler (1868 – 1940) og matematikeren Ralph H. Fowler (1889 – 1944), begge fra Storbritannien.
Navnet blev officielt tildelt af den Internationale Astronomiske Union (IAU) i 1970. 

## Omgivelser
Fowlerkrateret ligger syd-sydvest for Esnault-Pelteriekrateret og nord for Gadomskikrateret. Over dets østlige rand ligger Von Zeipelkrateret, som også trænger ind i Fowlers indre.

## Karakteristika
Kraterets ydre rand er nedslidt og afrundet af senere nedslag, så den nu ikke er mere end en uregelmæssige skråning ned til den indre forsænkning. Både langs randen og den indre væg ligger et antal små kratere. Et nedslag langs den nordøstlige rand, lige nord for Von Zeipel, har relativt høj albedo og er omgivet af et tæppe af lyst materiale. Det tyder på et forholdsvis ungt nedslag, som ikke har haft tid til at blive mørkere ved erosionspåvirkning fra rummet.
Den østlige del af kraterbunden er delvis dækket af Von Zeipelkraterets ydre vold og udkastet materiale derfra. I den sydlige del af bunden ligger en bue af små nedslag. Den nordlige del er mere jævn og har kun få småkratere.

## Satellitkratere
De kratere, som kaldes satellitter, er små kratere beliggende i eller nær hovedkrateret. Deres dannelse er sædvanligvis sket uafhængigt af dette, men de får samme navn som hovedkrateret med tilføjelse af et stort bogstav. På kort over Månen er det en konvention at identificere dem ved at placere dette bogstav på den side af satellitkraterets midte, som ligger nærmest hovedkrateret. Fowlerkrateret har følgende satellitkratere:
| Fowler | Længde  | Bredde   | Diameter |
| ------ | ------- | -------- | -------- |
| A      | 46,3° N | 145,0° V | 52 km    |
| C      | 45,0° N | 141,9° V | 32 km    |
| N      | 40,1° N | 146,1° V | 39 km    |
| R      | 42,2° N | 150,1° V | 18 km    |
| W      | 46,0° N | 150,2° V | 31 km    |

## Måneatlas
- Billeder af Fowlerkrateret i LPI-måneatlasset